# Orly Chap
Pour les articles homonymes, voir Orly (homonymie).
Orly Chap est une chanteuse française.

## Biographie
Orly Chap a suivi en 1997 une formation aux ACP La Manufacture Chanson. Elle a été repérée par sa maison de disques alors qu'elle jouait sur une péniche, la Guinguette pirate. Elle sort son premier album en 2005.
Son style, entre rock et chanson française, est soutenu par une voix rauque, chaude et puissante et des mélodies d'une grande richesse.

## Discographie
- 2005 : Bouille de lune (Polydor)
- 2008 : Ma lueur clown (Polydor)
- 2013 : Valley of joy

## Formation
- 1997 : L'Ecole de la Chanson (ACP La Manufacture Chanson)[1]